# رقص لوتنها
رقص لوتنها یا رقص اجنه (به ایتالیایی: La Ridda Dei Folletti به فرانسوی: La ronde des lutins) یا قطعه شماره ۲۵، یک اثر موسیقی برای ویولن و پیانو توسط آنتونیو باتسینی است که در سال ۱۸۵۲ نوشته شده‌است. مدت تقریبی آن ۶ دقیقه و از زمان خلق آن تا کنون توسط ناشران متعددی در سطح جهان منتشر شده‌است. نسخهٔ منتشر شده توسط انتشارات شرمر در آمریکا توسط لئوپولد آئر ادیت شده‌است، وی معتقد بود: باتسینی یک نوازنده چیره‌دست به معنی واقعی کلمه بوده‌است که روزی هر ویولنیستی آثار او را خواهد شناخت. این قطعه مشهورترین اثر باتسینی است به طوریکه ایتساک پرلمان، نوازنده مشهور ویولن به شوخی در مورد آن گفته‌است: گویی باتسینی اثر دیگری ننوشته‌است چرا که هر نتی که خواسته‌ در رقص لوتنها گذاشته‌است!

## نام اثر
Folletti در زبان ایتالیایی به معنی نوعی از اجنه است که در زبانها و فرهنگهای مختلف معادل دقیقی ندارد به همین دلیل در زمان ترجمه نام این اثر به زبانهای دیگر عناوین مختلفی از جمله رقص لوتنها به فرانسوی، رقص لپرکانها به آلمانی (Tanz der Kobolde)، یا رقص کوتوله‌ها به روسی (Хоровод гномов) استفاده می‌شود.

## تاریخچه اثر
گفته می‌شود که باتسینی این قطعه را به نوعی در پاسخ به ویولن نواز ماهر رقیب خود، هاینریش ویلهلم ارنست، با عنوان Rondo Papageno ساخته‌است.

## تنظیمات دیگر
کنیچیرو موتو این اثر را برای ساکسیفون و پیانو تنظیم کرده‌است. جیمز گال‌وی و کازوهیتو یاماشیتا نیز نسخه ای را برای فلوت و گیتار تنظیم کرده‌اند.